# Saison 2 de Chicago PD
Chronologie
Saison 1 Saison 3
Cet article présente le guide des épisodes de la deuxième saison de la série télévisée américaine Chicago PD.

## Généralités
- Le 19 mars 2014, la série a été officiellement renouvelée pour une troisième saison par le réseau NBC[1].
- Au Canada, la saison a été diffusée en simultané sur le réseau Global.
- En France, la saison a été diffusée tous les mardis du 5 janvier 2016 au 16 mars 2016 sur TF1.

## Synopsis
La série décrit le quotidien de plusieurs patrouilleurs en tenue et de membres de l'unité des renseignements criminels affectés au 21e district du Chicago Police Department...

## Distribution

### Acteurs principaux
- Jason Beghe (VF : Thierry Hancisse) : Sergent Henry « Hank » Voight
- Jon Seda (VF : David Mandineau) : Inspecteur Antonio Dawson
- Sophia Bush (VF : Barbara Delsol) : Inspecteur Erin Lindsay
- Jesse Lee Soffer (VF : Thibaut Belfodil) : Inspecteur Jay Halstead
- Patrick Flueger (VF : Sébastien Desjours) : Officier Adam Ruzek
- Marina Squerciati (VF : Olivia Nicosia) : Officier Kim Burgess
- LaRoyce Hawkins (VF : Daniel Lobé) : Officier Kevin Atwater
- Amy Morton (VF : Françoise Vallon) : Sergent Trudy Platt
- Brian Geraghty (VF : Alexandre Gillet) : Officier Sean Roman[2]
- Elias Koteas (VF : Christian Gonon) : Inspecteur Alvin Olinsky

### Acteurs récurrents et invités
- Stella Maeve : Nadia
- Markie Post : Bunny, mère d'Erin[3]
- Bailey Chase : DEA Agent David Lang[4]
- Michael Park : Asher Roslyn[5]
- Nick Gehlfuss : Will Halstead, frère de Jay[6]
- Ice-T (VF : Jean-Paul Pitolin) : Inspecteur Odafin Tutuola (de New York, unité spéciale)
- Mariska Hargitay (VF : Dominique Dumont) : Sergent Olivia Benson (de New York, unité spéciale)
- Danny Pino (VF : Xavier Fagnon) : inspecteur Nick Amaro (de New York, unité spéciale)
- Peter Scanavino (VF : Jérôme Pauwels) : inspecteur Dominick Carisi Jr. (de New York, unité spéciale)
- Bianca Lawson : Kylie Rosales (épisode 1)
- Brian Tee : Jesse Kong (épisode 1)

## Liste des épisodes

### Épisode 1:La Clé du crime
- États-Unis /  Canada : 24 septembre 2014 sur NBC[7] / Global[8]
- Québec : 10 septembre 2015 sur V
- Suisse : 7 octobre 2015 sur RTS Un[9]
- Belgique : 2 janvier 2016 sur RTL-TVI[10]
- France : 5 janvier 2016 sur TF1[11]

- États-Unis : 8,51 millions de téléspectateurs[12] (première diffusion)
- France : 2,57 millions de téléspectateurs[13] (première diffusion)

L’enquête sur l’assassinat de Jin avance, Voight est en étroite surveillance mais le travail doit continuer et c’est Ruzek, en infiltré, qui va se trouver en mauvaise position et s’ensuit une enquête pour retrouver les coupables.

### Épisode 2:Questions de confiance
- États-Unis /  Canada : 1er octobre 2014 sur NBC / Global
- Québec : 17 septembre 2015 sur V
- Suisse : 7 octobre 2015 sur RTS Un
- Belgique : 2 janvier 2016 sur RTL-TVI
- France : 5 janvier 2016 sur TF1

- États-Unis : 6,63 millions de téléspectateurs[14] (première diffusion)
- France : 1,66 million de téléspectateurs[13] (première diffusion)

Nick Marcello, un ami d'enfance de Voight est retrouvé assassiné sur un toit avec un billet d'un dollar épinglé sur sa poitrine - et il n'est pas le seul. L’équipe prend donc en charge l’enquête.

### Épisode 3:Tueurs contre tueurs
- États-Unis /  Canada : 8 octobre 2014 sur NBC / Global
- Québec : 24 septembre 2015 sur V
- Suisse : 14 octobre 2015 sur RTS Un
- Belgique : 8 janvier 2016 sur RTL-TVI
- France : 12 janvier 2016 sur TF1

- États-Unis : 6,63 millions de téléspectateurs[15] (première diffusion)
- France : 2,56 millions de téléspectateurs[16] (première diffusion)

À cause d’un contrat de 100 000 $ sur la tête d’Halstead, une amie à lui s’est fait tirer dessus alors qu'Erin et lui l’ont échappé belle.
L’équipe est à la recherche du tueur à gages et ils apprennent qu’Halstead n’est pas la seule cible...

### Épisode 4:Traitement de faveur
- États-Unis /  Canada : 15 octobre 2014 sur NBC / Global
- Québec : 1er octobre 2015 sur V
- Suisse : 14 octobre 2015 sur RTS Un
- Belgique : 8 janvier 2016 sur RTL-TVI
- France : 12 janvier 2016 sur TF1

- États-Unis : 6,78 millions de téléspectateurs[17] (première diffusion)
- France : 1,87 million de téléspectateurs[16] (première diffusion)

L'équipe enquête sur la disparition de deux lycéennes dont l’une est la fille d’un politicien. En même temps Antonio doit faire face à un imprévu.
De leur côté, Burgess et Roman sont commis d’office pour récupérer des armes auprès des habitants, Roman, qui est toujours très attentif, découvre de nouveaux indices...

### Épisode 5:La Vengeance de Voight
- États-Unis /  Canada : 22 octobre 2014 sur NBC / Global
- Québec : 8 octobre 2015 sur V
- Suisse : 21 octobre 2015 sur RTS Un
- Belgique : 15 janvier 2016 sur RTL-TVI
- France : 19 janvier 2016 sur TF1

- États-Unis : 6,85 millions de téléspectateurs[18] (première diffusion)
- France : 2,41 millions de téléspectateurs[19] (première diffusion)

Voight et Olive ont été enlevés, toute l’équipe est sur le qui-vive pour les retrouver et arrêter les kidnappeurs qui ont aussi volé des affaires très importantes pour Voight.

### Épisode 6:Deux flics en prison
- États-Unis /  Canada : 5 novembre 2014 sur NBC / Global
- Québec : 15 octobre 2015 sur V
- Suisse : 21 octobre 2015 sur RTS Un
- Belgique : 15 janvier 2016 sur RTL-TVI
- France : 19 janvier 2016 sur TF1

- États-Unis : 6,15 millions de téléspectateurs[20] (première diffusion)
- France : 1,66 million de téléspectateurs[19] (première diffusion)

Mya Watkins, une jeune fille de 10 ans a été assassinée, l’équipe d’intelligence décide par tous les moyens de trouver le meurtrier qui est allé en infiltration en prison pour avoir accès au suspect.

### Épisode 7:Chicago, New York(2/2)
- États-Unis /  Canada : 12 novembre 2014 sur NBC / Global
- Québec : 22 octobre 2015 sur V
- Suisse : 28 octobre 2015 sur RTS Un
- Belgique : 22 janvier 2016 sur RTL-TVI
- France : 26 janvier 2016 sur TF1

- États-Unis : 9,54 millions de téléspectateurs[21] (première diffusion)
- France : 2,30 millions de téléspectateurs[22] (première diffusion)

- Danny Pino (Détective Nick Amaro (SVU))
- Kelli Giddish (détective Amanda Rollins (SVU))
- Mariska Hargitay (sergent Olivia Benson (SVU))
- Charlie Barnett (Peter Mills (Fire))
- Kara Killmer (Sylvie Brett (Fire))
- Markie Post (Bunny, mère d'Erin)

L'équipe du Sergent Benson de New York est venue aider l'équipe de Voight à démanteler un réseau de pédophiles dont le frère d'Erin a été victime étant plus jeune.

### Épisode 8:La Mission de l'année
- États-Unis /  Canada : 19 novembre 2014 sur NBC / Global
- Québec : 29 octobre 2015 sur V
- Suisse : 4 novembre 2015 sur RTS Un
- Belgique : 29 janvier 2016 sur RTL-TVI
- France : 2 février 2016 sur TF1

- États-Unis : 7,29 millions de téléspectateurs[24] (première diffusion)
- France : 1,66 million de téléspectateurs[25] (première diffusion)

Antonio se retrouve dans une situation délicate à cause de son second travail. L’équipe de Voight et l'officier Roman vont devoir l'aider par tous les moyens.

### Épisode 9:Nouveaux équipiers
- États-Unis /  Canada : 10 décembre 2014 sur NBC / Global
- Suisse : 4 novembre 2015 sur RTS Un
- Québec : 5 novembre 2015 sur V
- Belgique : 29 janvier 2016 sur RTL-TVI
- France : 2 février 2016 sur TF1

- États-Unis : 6,71 millions de téléspectateurs[26] (première diffusion)
- France : 1,02 million de téléspectateurs[25] (première diffusion)

Une énorme saisie de drogue met la famille d'Olinsky en danger. Pendant ce temps, l'équipe essaye de trouver l’homme à la tête de ses trafiquants qui ne veulent rien dire !

### Épisode 10:Plus jamais seule
- États-Unis /  Canada : 7 janvier 2015 sur NBC / Global
- Suisse : 11 novembre 2015 sur RTS Un
- Québec : 12 novembre 2015 sur V
- Belgique : 5 février 2016 sur RTL-TVI
- France : 9 février 2016 sur TF1

- États-Unis : 7,41 millions de téléspectateurs[27] (première diffusion)
- France : 1,52 million de téléspectateurs[28] (première diffusion)

Burgess se retrouve à l'hôpital après avoir été touchée par une balle. Mais Roman n'a trouvé aucun tireur, la maison est piégée. S'ensuit une enquête pour retrouver le coupable avec l'aide des démineurs et d'Erin qui a accepté de rester pour cette mission.

### Épisode 11:Agent spécial Lindsay
- États-Unis /  Canada : 14 janvier 2015 sur NBC / Global
- Suisse : 11 novembre 2015 sur RTS Un
- Québec : 19 novembre 2015 sur V
- Belgique : 5 février 2016 sur RTL-TVI
- France : 9 février 2016 sur TF1

- États-Unis : 6,77 millions de téléspectateurs[29] (première diffusion)
- France : 997 000 téléspectateurs[28](première diffusion)

- Bianca Lawson : Kylie Rosales

Lindsay a sa première affaire avec l'unité d'intervention et elle se rend compte qu'elle a besoin de faire appel à Voight et son unité pour l'aider.

### Épisode 12:Une affaire de pères
- États-Unis /  Canada : 21 janvier 2015 sur NBC / Global
- Suisse : 18 novembre 2015 sur RTS Un
- Québec : 26 novembre 2015 sur V
- Belgique : 12 février 2016 sur RTL-TVI
- France : 16 février 2016 sur TF1

- États-Unis : 7 millions de téléspectateurs[30] (première diffusion)
- France : 1,48 million de téléspectateurs[31] (première diffusion)

Bob Ruzek est le premier à arriver sur les lieux d'un double homicide. L'unité des renseignements arrive pour prendre en charge l'enquête mais des tensions apparaissent entre le père de Ruzek et l'équipe de Voight.
Une nouvelle enquête de Lindsay l'oblige à planifier un voyage en Bolivie pour une enquête secrète et qui pourrait durer un certain temps.
Burgess et Roman se rendent compte qu'ils ont besoin de mettre les événements passés derrière eux pour ne pas mettre en péril leur partenariat.

### Épisode 13:Le Complexe du Phoenix
- États-Unis /  Canada : 4 février 2015 sur NBC / Global
- Suisse : 18 novembre 2015 sur RTS Un
- Québec : 3 décembre 2015 sur V
- Belgique : 12 février 2016 sur RTL-TVI
- France : 16 février 2016 sur TF1

- États-Unis : 7,58 millions de téléspectateurs[32] (première diffusion)
- France : 976 000 téléspectateurs[31] (première diffusion)

### Épisode 14:Bunny
- États-Unis /  Canada : 11 février 2015 sur NBC / Global
- Suisse : 25 novembre 2015 sur RTS Un
- Québec : 23 janvier 2016 sur V
- Belgique : 19 février 2016 sur RTL-TVI
- France : 23 février 2016 sur TF1

- États-Unis : 6,58 millions de téléspectateurs[33] (première diffusion)
- France : 1,54 million de téléspectateurs[34] (première diffusion)

La mère d’Erin lui demande de l’aide, après avoir découvert un client assez suspect dans l’entreprise de son mari, mais Bunny cache bien son jeu et Voight l’a bien compris.

### Épisode 15:Une Patrouille héroïque
- États-Unis /  Canada : 18 février 2015 sur NBC / Global
- Suisse : 25 novembre 2015 sur RTS Un
- Québec : 30 janvier 2016 sur V
- Belgique : 19 février 2016 sur RTL-TVI
- France : 24 février 2016 sur TF1

- États-Unis : 7,08 millions de téléspectateurs[35] (première diffusion)
- France : 1,11 million de téléspectateurs[34] (première diffusion)

### Épisode 16:D'une infiltration à l'autre
- États-Unis /  Canada : 25 février 2015 sur NBC / Global
- Suisse : 2 décembre 2015 sur RTS Un
- Québec : 6 février 2016 sur V
- France : 24 février 2016 sur TF1

- États-Unis : 7,43 millions de téléspectateurs[36] (première diffusion)
- Canada : 1,264 million de téléspectateurs[37] (première diffusion + différé 7 jours)

### Épisode 17:Militante un jour, militante toujours
- États-Unis /  Canada : 25 mars 2015 sur NBC / Global
- Suisse : 2 décembre 2015 sur RTS Un
- Québec : 13 février 2016 sur V
- Belgique : 26 février 2016 sur RTL-TVI
- France : 1er mars 2016 sur TF1

- États-Unis : 6,34 millions de téléspectateurs[38] (première diffusion)
- Canada : 1,282 million de téléspectateurs[39] (première diffusion + différé 7 jours)
- France : 1,51 million de téléspectateurs[40] (première diffusion)

- Nick Gehlfuss  : Will Halstead, frère de Jay

La conférence mondiale du commerce se déroule à Chicago et chaque membre de l’équipe des renseignements est infiltré dans divers groupes afin de déterminer des menaces potentielles. Ruzek infiltre le groupe Noir Grid et se lie d'amitié avec Sierra. Quand elle est retrouvée morte, l’équipe de Voight suspecte un secrétaire argentin, Fabian Sosa. Voight et Olinsky interrogent Sosa et l'équipe demande de l’aide à Mouse pour les aider avec la technologie afin de suivre Sosa.

### Épisode 18:La Carte de visite
- États-Unis /  Canada : 1er avril 2015 sur NBC / Global
- Suisse : 9 décembre 2015 sur RTS Un
- Québec : 20 février 2016 sur V
- Belgique : 26 février 2016 sur RTL-TVI
- France : 2 mars 2016 sur TF1

- États-Unis : 6,59 millions de téléspectateurs[41] (première diffusion)
- Canada : 1,297 million de téléspectateurs[42] (première diffusion + différé 7 jours)
- France : 1,14 million de téléspectateurs[40] (première diffusion)

- Ta'Rhonda Jones : Cherry Gillford

```
*
Nick Gehlfuss
 : Will Halstead, frère de Jay
```

L’équipe de Voight répond à un vol de drogue qui a mal tourné où Darius Gillford et André Davis, deux membres de gangs, ont été tués. Dans le même temps, on apprend la vraie raison du retour du frère de Jay à Chicago.

### Épisode 19:Les Vieux démons d'Olinsky
- États-Unis /  Canada : 8 avril 2015 sur NBC / Global
- Suisse : 9 décembre 2015 sur RTS Un
- Belgique : 26 février 2016 sur RTL-TVI
- Québec : 27 février 2016 sur V
- France : 2 mars 2016 sur TF1

- États-Unis : 6,73 millions de téléspectateurs[43] (première diffusion)
- Canada : 1,298 million de téléspectateurs[44] (première diffusion + différé 7 jours)
- France : 827 000 téléspectateurs[40] (première diffusion)

- Brian Tee : Jesse Kong

### Épisode 20:De New York à Chicago(1repartie)
- États-Unis /  Canada : 29 avril 2015 sur NBC / Global
- Suisse : 16 décembre 2015 sur RTS Un
- Belgique : 4 mars 2016 sur RTL-TVI
- Québec : 5 mars 2016 sur V
- France : 8 mars 2016 sur TF1

- États-Unis : 8,07 millions de téléspectateurs[45] (première diffusion)
- France : 1,56 million de téléspectateurs[46] (première diffusion)

- Dernière apparition de Stella Maeve (Nadia).
- Deuxième partie d'une soirée crossover qui a débuté dans Chicago Fire (épisode 21 de la saison 3) à 20 h et qui se conclut dans Law & Order: SVU à 22 h (épisode 20 de la saison 16)[47].

### Épisode 21:Une équipe en deuil
- États-Unis /  Canada : 6 mai 2015 sur NBC / Global
- Suisse : 23 décembre 2015 sur RTS Un
- Belgique : 11 mars 2016 sur RTL-TVI
- Québec : 12 mars 2016 sur V
- France : 15 mars 2016 sur TF1

- États-Unis : 6,54 millions de téléspectateurs[48] (première diffusion)
- Canada : 1,509 million de téléspectateurs[49] (première diffusion + différé 7 jours)
- France : 1,33 million de téléspectateurs[50] (première diffusion)

### Épisode 22:Surmonter sa peine
- États-Unis /  Canada : 13 mai 2015 sur NBC / Global
- Suisse : 23 décembre 2015 sur RTS Un
- Belgique : 11 mars 2016 sur RTL-TVI
- France : 16 mars 2016 sur TF1
- Québec : 19 mars 2016 sur V

- États-Unis : 6,94 millions de téléspectateurs[51] (première diffusion)
- Canada : 1,236 million de téléspectateurs[52] (première diffusion + différé 7 jours)
- France : 966 000 téléspectateurs[50] (première diffusion)

### Épisode 23:Père, ami et patron
- Canada : 19 mai 2015 sur Global
- États-Unis : 20 mai 2015 sur NBC
- Suisse : 23 décembre 2015 sur RTS Un
- Belgique : 11 mars 2016 sur RTL-TVI
- France : 16 mars 2016 sur TF1
- Québec : 26 mars 2016 sur V

- États-Unis : 7,21 millions de téléspectateurs[53] (première diffusion)
- Canada : 876 000 téléspectateurs[54] (première diffusion + différé 7 jours)
- France : 716 000 téléspectateurs[50] (première diffusion)